# Nymphon bigibbulare
Nymphon bigibbulare is een zeespin uit de familie Nymphonidae. De soort behoort tot het geslacht Nymphon. Nymphon bigibbulare werd in 1961 voor het eerst wetenschappelijk beschreven door Losina-Losinsky. 